# Albert Heim
Albert Heim (Zúrich, 12 de abril de 1849 - Zúrich, 31 de agosto de 1937) fue un geólogo suizo. Destacado por sus trabajos en la geología suiza, en particular en los Alpes centrales y orientales. Fue pionero en el análisis de la deformación dúctil de las rocas compactas y describió plegamientos de todas las dimensiones.
Hijo de Johann Konrad, fabricante de papel en Teufen (ZH) y propietario de un banco en Zúrich, y de Sophie Fries. Nació en Zúrich, pero pasó gran parte de su niñez en St. Gallen. A una edad muy temprana ya había desarrollado un gran interés por las peculiaridades físicas de los Alpes, y a los dieciséis años realizó un modelo del grupo Tödi. La noticia llegó a oídos del célebre profesor de geología Arnold Escher von der Linth, siendo posteriormente alumno suyo, y cuya influencia e inspiración le duró el resto de su vida. Se graduó en 1869 en la Escuela Politécnica Federal de Zúrich gracias a un estudio geológico de los glaciares.
Heim continuó su formación geológica en Berlín, y viajó en busca de experiencia hacia Escandinavia e Italia. En su visita a este último, coincidió por casualidad con la gran erupción del Vesubio en abril de 1872, el cual le proporcionó material para publicar su primer artículo científico.
Arnold Escher murió en 1872, y Albert Heim, a pesar de su juventud, fue elegido como su sucesor en el puesto de profesor de geología de la Escuela Politécnica Federal de Zúrich (1873), así como también en la Universidad de Zúrich (1875). En 1882 ejerció de director en la Geological Survey de Suiza, y en 1884 le fue concedido el doctorado en las Universidades de Berna y de Oxford.
Su trabajo se destaca especialmente por sus investigaciones en la estructura de los Alpes, poniendo de manifiesto los plegamientos de las numerosas secciones ( cabalgamiento de Glaris), con la ayuda de dibujos pictóricos. Heim también prestó atención a la glaciología alpina. En 1898, junto con Eduard Spelterini, sobrevoló por primera vez los Alpes en globo aerostático, con fines científicos. También tomó partido a favor de la protección de animales y del medio ambiente, de la igualdad de sexos, y en contra del alcoholismo, los casinos, y la vivisección. Se jubiló en 1911.
Su célebre Mechanismus der Gebirgsbildung (1878) es considerado como un clásico, e inspiró a Charles Lapworth en sus brillantes investigaciones en las Scottish Highlands (Geological Magazine 1883). Recibió varias medallas, como la Medalla Wollaston en 1904 por la Geological Society of London, o el premio Marcel Benoist en 1923.
En su honor, el coeficiente de fricción cinética que rige el movimiento de los flujos piroclásticos y de las avalanchas fue denominado coeficiente Heim, así como la cresta arrugada Dorsum Heim en la Luna.